# Clarke Stadium
Das Clarke Stadium ist ein Stadion in der kanadischen Stadt Edmonton in der Provinz Alberta. Es wurde früher hauptsächlich für Canadian Football genutzt und ist heute auch als Fußballstadion in Gebrauch. Die Sportstätte liegt in direkter Nachbarschaft zum 1978 eingeweihten Commonwealth Stadium.

## Geschichte
Das Clarke Stadium wurde 1938 erbaut und nach dem ehemaligen Bürgermeister von Edmonton Joseph Clarke benannt. Ursprünglich hatte die Anlage 20.000 Plätze. Von 1949 bis 1978 nutzte das Canadian-Football-Team der Edmonton Eskimos das Stadion. Danach wechselte das Team in das Commonwealth Stadium. 2000 wurde das alte Stadion abgerissen und für die Leichtathletik-Weltmeisterschaften 2001 als weitere Sportstätte neu aufgebaut. Dabei wurde u. a. der Naturrasen durch einen Kunstrasen ersetzt. Seit 2012 dient die Anlage als Heimspielstätte des NASL-Franchise FC Edmonton. Mit 5.000 Sitzplätzen ist es das kleinste Stadion der NASL. Des Weiteren sind die Edmonton Huskies und die Edmonton Wildcats der Canadian Junior Football League (CJFL) im Clarke Stadium ansässig.